# باولي (كولورادو)
باولي (بالإنجليزية: Paoli, Colorado)‏ هي بلدة تقع في مقاطعة فيليبس، كولورادو بولاية كولورادو في الولايات المتحدة. تبلغ مساحتها 0.8 (كم²)، وترتفع عن سطح البحر 1185 م، بلغ عدد سكانها 17 نسمة في عام 2000 حسب إحصاء مكتب تعداد الولايات المتحدة .

## وصلات خارجية
- The US50 - Cities and Towns in Colorado State
- Colorado Cities and Towns, Facts, Map, Flag, Colleges, Government, and More